# Ichneumon gavisicolor
Ichneumon gavisicolor är en stekelart som beskrevs av Heinrich 1956. Ichneumon gavisicolor ingår i släktet Ichneumon och familjen brokparasitsteklar. Inga underarter finns listade i Catalogue of Life.